# Референдумы в Швейцарии (1945)
Референдумы в Швейцарии проходили 21 января и 25 ноября 1945 года. Январский референдум по федеральному закону о Швейцарских федеральных железных дорогах был одобрен. Ноябрьский референдум по федеральной резолюции о петиции «за семью» также был одобрен.

## Избирательная система
Референдум по Швейцарским федеральным железным дорогам был факультативным и требовал для одобрения лишь большинство голосов избирателей. Референдум по федеральной резолюции о петиции за семью был обязательным и требовал двойного большинства для одобрения: избирателей и кантонов.

## Результаты

### Январь: Швейцарские федеральные железные дороги
| Выбор                                | Голосов   | %    |
| ------------------------------------ | --------- | ---- |
| За                                   | 388 831   | 56,7 |
| Против                               | 296 809   | 43,3 |
| Пустых бюллетеней                    | 15 300    | –    |
| Недействительных бюллетеней          | 1 461     | –    |
| Всего                                | 702 401   | 100  |
| Зарегистрированных избирателей/ Явка | 1 327 961 | 52,9 |
| Источник: Nohlen & Stöver            |           |      |

### Ноябрь: Петиция «за семью»
| Выбор                                | Общее голосование | Общее голосование | Кантоны | Кантоны | Кантоны |
| Выбор                                | Голосов           | %                 | Полных  | Полу-   | Всего   |
| ------------------------------------ | ----------------- | ----------------- | ------- | ------- | ------- |
| За                                   | 548 601           | 76,3              | 19      | 5       | 21,5    |
| Против                               | 170 278           | 23,7              | 0       | 1       | 0,5     |
| Пустых бюллетеней                    | 24 738            | –                 | –       | –       | –       |
| Недействительных бюллетеней          | 1 610             | –                 | –       | –       | –       |
| Всего                                | 745 227           | 100               | 19      | 6       | 22      |
| Зарегистрированных избирателей/ Явка | 1 341 980         | 55,5              | –       | –       | –       |
| Источник: Nohlen & Stöver            |                   |                   |         |         |         |